# Homo floresiensis
Homo floresiensis var en art av människa som finns belagd från för 95 000 år sedan och fanns kvar kanske så sent som för 12 000 år sedan, men senare uppskattningar ligger närmare 60 000 år sedan. Arten är en dvärgform, mycket mindre än alla andra arter i släktet Homo, och kallas därför populärt för hobbitar (efter småfolket i J.R.R. Tolkiens böcker). Skelett och kvarlämningar efter floresiensis har endast hittats på den indonesiska ön Flores. Trots att Homo floresiensis hade en betydligt mindre hjärna än Homo sapiens, är de funna stenverktygen helt i klass med verktyg som vårt eget släkte tillverkade vid samma tidpunkt. Huruvida gruppen är en egen art separat från både Homo erectus och andra kända hominider eller endast en stam med dvärgväxt har inte slutgiltigt fastställts. Vissa forskare menar sig ha funnit starka belägg för att den är en egen art. Det har inte gått att göra några jämförande DNA-test av släktskapet. En grupp forskare hävdar att det i själva verket rör sig om en modern människa, Homo sapiens, med medicinska tillstånd som ger fysiologiska avvikelser som kortvuxenhet, Downs syndrom eller mikrocefali.

## Upptäckt

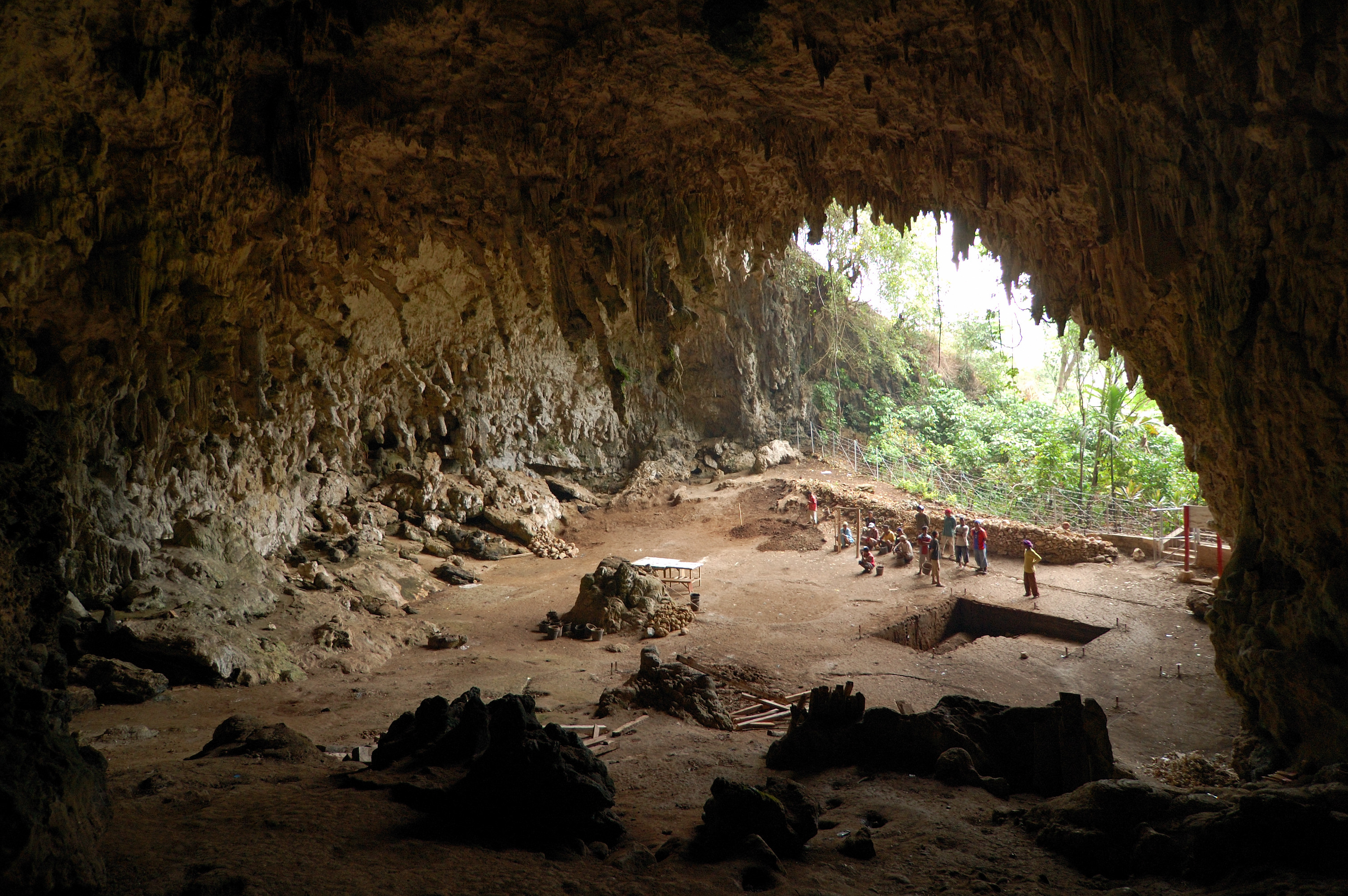
Grottan där fynden gjordes.

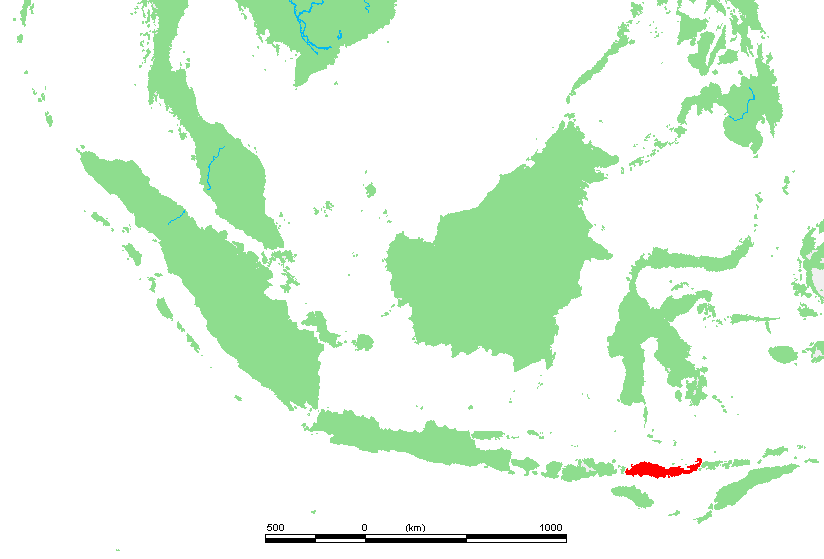
Ön Flores i Indonesien visas i rött.

De första, och hittills enda fynden, upptäcktes 2003 av en australisk grupp forskare, ledda av Michael J Morwood som letade efter spår på ön Flores efter Homo sapiens migration från Asien till Australien. Sista dagen hittade de ännu ett skelett i kalkstensgrottan Liang Bua, vilket de först inte ägnade någon större uppmärksamhet utan tog med inbakat i ett stort sandblock. När de australiensiska forskarna sedan undersökte skelettet upptäckte de att det kunde handla om en helt ny art. De återvände genast till grottan Liang Bua och hittade skelettdelar av minst sju olika individer som inte kunde hänföras till Homo sapiens. Skelettfynden kunde dateras till mellan 13 000 och 38 000 år sedan och ett av skeletten är nästan komplett med endast ena armen saknad. Undersökningarna visade att det troligtvis rörde sig om en vuxen kvinna, ca 30 år, och det anmärkningsvärda var att skelettet hade en längd av endast ca en meter och att den beräknade hjärnvolymen var så liten som 380 cm³, vilket närmast kan jämföras med hjärnvolymen för schimpanser eller individer av Australopithecus. Individens vikt har uppskattats till ca 25 kg. Förutom storleken uppvisade fynden i övrigt mest likheter med andra fynd av Homo erectus som man vet levde i Sydostasien för ca 100 000 år sedan. Det uppskattade förhållandet mellan kroppsvikt och hjärnvikt är också jämförbar med den hos Homo erectus. Homo floresiensis beskrevs första gången i tidskriften Nature av Morwood och Brown, ett år efter upptäckten.
Förutom skelettdelar fann man också många relativt avancerade stenredskap av en typ som annars endast brukar förknippas med vår egen art. Redskapen daterades till mellan 13 000 år och 95 000 år gamla. Man har även hittat spår av förkolnade djurrester vilket skulle kunna tyda på att Homo floresiensis känt till konsten att använda eld till matlagning och vissa fynd tyder på att födan till stor del bestod av dvärgelefanter som levde på ön. Det är dock inte klarlagt om verktygen och eldspåren verkligen kommer från Homo floresiensis, moderna människor (Homo sapiens) fanns redan i trakten vid den tiden, och det kan inte uteslutas att verktygen är deras.

## Debatt
Fynden är sensationella i flera avseenden och har väckt betydande debatt bland antropologer och arkeologer.
Den australiensiska forskargruppen som gjort fynden presenterade dessa efter sedvanliga analyser och publicerade dem med slutsatsen att det rörde sig om en helt ny art; Homo floresiensis. Debatten infekterades redan tidigt då det skedde utgrävningar på ön Flores av såväl australiensiska som indonesiska forskargrupper. Då australierna ensidigt tog åt sig äran för fyndet, krävde indoneserna att få undersöka skeletten. Indoneserna fastslog att det inte alls var en ny art utan en dvärgart som led av en muskelsjukdom. De två lägren håller på sin ståndpunkt, men i forskarvärlden börjar pendeln svänga över till australiernas favör, det vill säga att fynden är en helt ny dvärgart.
Nyare undersökningar har också funnit allt starkare stöd för teorin att Homo floresiensis faktiskt utgjorde en egen art och två studier publicerade i Nature (6 maj 2009) redogör för data som pekar på att de grenade av sig från människans släktträd för mer än en och en halv miljon år sedan. De har i så fall skiljts av från en tidig typ av Homo erectus, eller kanske rentav från en tidigare människoart, och kommit till ön som större, där de isolerats och sedan krympt i storlek genom årtusendena. Detta följer känt mönster hos andra däggdjur (se artikeln dvärgväxt på öar), bland annat Stegodon, ett släkte inom elefantdjursordningen, som också blivit mindre och slutat som dvärgformer på öar. Rester av 800 000 år gamla verktyg i Homo erectus-stil har hittats på samma ö som floresiensis, vilket stöder teorin att de utvecklats från erectus. Å andra sidan är det svårt att förklara en utveckling mot mindre hjärnvolym med dessa argument.
Det har även föreslagits att fynden i vissa avseenden uppvisar primitiva drag som snarare skulle hänföra dem till grenar av Homo habilis eller till och med Australopithecus, vilket dock skulle vara en ännu större sensation, eftersom dessa tidigare inte påträffats utanför Afrika.

### Invändningarna
Klassificeringen av fynden som en ny art inom släktet Homo har ifrågasatts från flera håll. Bland annat har det föreslagits att det istället skulle röra sig om patologiska individer med mikrocefali och/eller dvärgväxt. Andra delar av fynden, bl.a. en underarm, indikerar också snarare en längd mellan 150 och 160 cm, vilket skulle tyda på att även individer av normalare längd levt på platsen. Å andra sidan är dvärgväxt inte normalt kopplat till mikrocefali hos moderna människor. Dessutom har vid de fortsatta utgrävningarna hittats ytterligare en underkäke i samma storlek som de första fynden, vilket skulle stärka hypotesen att det skulle röra sig om en ny art snarare än sjukliga avvikelser.
Det anses också sensationellt att en annan gren inom släktet Homo skulle ha levt parallellt med Homo sapiens så länge som till 12 000 – 13 000 år sedan. Detta skulle bland annat överträffa neandertalmänniskorna som anses utdöda för mellan 20 000 och 40 000 år sedan.
Det har också spekulerats att Homo floresiensis skulle ha överlevt ännu längre eftersom det bland lokalbefolkningen på Flores förekommer myter om små varelser ("Ebu Gogo") som lever i öns skogar och som skulle ha funnits kvar ända in på 1800-talet. Liknande myter finns också på Sumatra.
Även påståendet att Homo floresiensis skulle ha använt redskap jämförbara med dem som användes av tidiga Homo sapiens har ifrågasatts. Visserligen har sådana redskap påträffats i grottan, men bara några enstaka i direkt anslutning till fynden av skelettdelarna av Homo floresiensis. Fynden skulle lika gärna kunna förklaras av att modernare människor också levt i grottan vid andra tidpunkter. Dock har ännu inte några skelettfynd av sådana människor påträffats vid utgrävningarna. Ett annat anmärkningsvärt faktum är att de äldsta redskapsfynden från grottan daterats till så långt tillbaka som 94 000 år sedan, vilket skulle gör dem betydligt äldre än tidigare redskapsfynd från Homo sapiens i Östasien.
År 2006 hävdade några forskare att de fåtaliga fossilfynden av Homo floresiensis alla företer drag som skulle tyda på missbildningar och dvärgväxt av Homo sapiens, eftersom datormanipuleringar visar att ansiktshalvorna är påtagligt olika. Det kan å andra sidan hänföra sig till att fossilerna vid upptäckten enligt uppgift var "väldigt mjuka till konsistensen", och därför kan ha deformerats på fyndplatsen före upptäckten.
I augusti 2014 presenterades i en artikel i Science Daily en sammanfattning av nya rön publicerade i två artiklar i Proceedings of the National Academy of Sciences of the United States of America (PNAS). En undersökning av skelettdelarna från den enda individ där såväl kranium som lårben finns bevarade hos Homo floresiensis (individ LB1) visade att ansiktet var asymmetrisk på ett sätt som är typiskt för personer med Downs syndrom bland australider; Downs syndrom är en av de vanligaste utvecklingsstörningarna bland människor. Skallbenen visade sig genomgående utvisa ett större kranium än den ursprungliga uppskattningen: en volym på 430 ml i stället för 380 ml. Skallvolymen ligger därmed inom intervallet för en nutida individ med Downs syndrom inom denna geografiska region. Det korta lårben som legat till grund för påståendet att Homo floresiensis varit 106 cm lång är dessutom karakteristiskt för personer med Downs syndrom och motsvarar en längd på ca 126 cm hos en frisk individ, och fortfarande finns i Flores och i intilliggande regioner människor med denna längd. Skelettet uppvisar även andra särdrag som överensstämmer med en sådan diagnos, som t.ex. de platta fötterna. Artiklarna har vållat vad som i media kallats ett ”stort hobbitbråk inom forskarvärlden”.